# Vladimir Polikarpov
Vladimir Ivanovič Polikarpov (in russo Владимир Иванович Поликарпов?; Mosca, 24 gennaio 1943 – Mosca, 23 maggio 1994) è stato un calciatore sovietico di ruolo centrocampista.

## Carriera
Giocò per quasi tutta la sua carriera nel CSKA Mosca. Nel 1975 fece parte del GSVG e terminò la sua carriera di calciatore nel Motor Hennigsdorf.

## Palmarès

### Club
- Campionato sovietico: 1

CSKA Mosca: 1970